# برنيس ستيدمان
الولايات المتحد
https://miwf.org/timeline/bernice-steadman-b-steadman/بيرنيس ستيدمان (9 يوليو 1925-18 مارس 2015) طيارًا أمريكيًا وسيدة أعمال محترفة تحلت بالذكاء الشديد والشخصية القوية، كانت ستيدمان واحدة من ثلاث عشرة امرأة تم اختيارهن لإجراء نفس الاختبارات مثل رواد فضاء ميركوري 7 خلال أوائل الستينيات. عُرفت المجموعة فيما بعد باسم Mercury 13  ، ومع ذلك حُرمت ستيدمان والنساء الاثنتي عشرة الأخريات في البرنامج من فرصة أن يصبحن رائدات فضاء بسبب جنسهن.
شاركت ستيدمان كطيار محترف في وقت لاحق في تأسيس المتحف النسائي الدولي للطيران والفضاء في أوهايو خلال الثمانينيات.

## سيرة شخصية
ولدت برنيس ستيدمان تريمبل عام 1925 في روديارد بولاية ميشيغان  ، ضحى والدها بحياته محاولاً إنقاذ أخواتها دون جدوى  في حريق بمنزلهم عندما كان عمرها عامًا واحدًا فقط. تخرجت من مدرسة فلينت الثانوية المركزية في فلينت بولاية ميشيغان.
حلمت بالطيران منذ صغرها وتمكنت من تحقيق حلمها عندما حصلت على وظيفة مفتش في AC Spark Plug بعد المدرسة الثانوية لتوفير المال لدروس الطيران. وحصلت على رخصة طيارنها قبل أن تحصل على رخصة القيادة.
عملت بمطار بيشوب في فلينت طيارًا مستأجرًا وأصبحت تعرف باسم الآنسة «ب»، وهو لقب ظل معها طيلة حياتها ، وافتتحت في النهاية مدرسة طيران خاصة بها وشركتها المستأجرة (Trimbl Aviation) ومقرها فلينت ، ميشيغان. دربت ستيدمان أكثر من 200 رجل أصبحوا في نهاية المطاف طيارين في الخطوط الجوية في مدرستها. أصبحت بيرنيس ستيدمان واحدة من أوائل النساء في الولايات المتحدة اللائي حصلن على تصنيف النقل الجوي (ATR)، وهو أعلى تصنيف يمكن أن يحصل عليه الطيار، بلغ مجموع ساعات طيرانها المهنية أكثر من 16000 ساعة.
كانت ستيدمان عضوًا مستأجرًا في وكالة الطيران الفيدرالية (FAA) في اللجنة الاستشارية النسائية للطيران. كما ترأست لجنة المطار في آن أربور بولاية ميشيغان. كما انها فازت بسباق "All Women's Air Transcontinental Air Race"، "All-Woman International Air Race. Washington DC To Havana, Cuba"  في عام 1955. تم الاعتراف بحياتها الرائعة ومساهماتها العديدة في النهوض بالمرأة عندما تم ادخالها الي قاعة مشاهير الطيران في ميشيغان في عام 2002 وقاعة مشاهير النساء في ميشيغان في عام 2003.
في عام 2001، نشرت ستيدمان سيرتها الذاتية بعنوان "Tethered Mercury: A Pilot's Memoir: The Right Stuff — But the Wrong Sex,"، موضحة بالتفصيل حياتها المهنية وبرنامج ميركوري 13. وأشارت إلى أن الرئيس الأمريكي ليندون جونسون كتب «أوقفوا هذا الآن» عبر وثيقة عند معرفته بمشروع ميركوري 13.
كان يساعدها زوجها روبرت ستيدمان البالغ من العمر 56 عامًا وشقيقها راي ويبل وابنها مايكل واثنين من أحفادها علي الاستمرار في الحياة بعد تدهور صحتها إلى أن توفت بيرنيس ستيدمان في منزلها في مدينة ترافيرس ، ميشيغان يوم الأربعاء الموافق 18 مارس 2015، عن عمر يناهز 89 عامًا بعد معركة طويلة مع مرض الزهايمر.